# Сады и парки Владивостока
Сады и парки Владивостока составляют часть зелёных насаждений города.
Согласно Генеральному плану Владивостокского городского округа, площадь зелёных насаждений общего пользования (парков, садов, скверов, бульваров в селитебной зоне города) на 2010 год составляла 591 га и соответствовала 9,8 м² на одного жителя. Планировалось увеличить её до 882 га к 2015 году, однако, в действительности, площадь насаждений сократилась в 1,3 раза по сравнению с 1980 гг. В 2015 году на одного жителя города приходилось менее 1 м² насаждений, что ниже нормы в 5 раз. По другим данным, уже в 2006 году реальная обеспеченность горожан зелёными насаждениями собственно во Владивостоке (без учёта лесов, расположенных за городом и на островах) составляла не более 10 % от нормы.
На территории Владивостока расположены три городских парка общей площадью около 46 га, 9 садов площадью 15 га и более 60 скверов площадью около 100 га. Крупнейшим во Владивостоке является парк Минного городка, его площадь составляет около 36 га. На его территории сохранились уникальные рощи мелкоплодника, деревья калопанакса, разнообразные виды декоративных приморских клёнов, синузии ариземы амурской, фиалок и ряд других представителей городской флоры. На его территории также расположены три искусственных водоёма, площадью 4 га. Парк находится в запущенном состоянии, существует план его реконструкции.
Покровский парк, площадью 8 га, расположен на склоне сопки Орлиное гнездо, в историческом центре города. Он наиболее благоустроен и, из-за своего расположения, пользуется популярностью у горожан. В последние годы, по программе «Чистый город» в парке установили скамейки, светильники, декоративный забор, проложили новые аллеи.

## Сады и парки Владивостока

### Парки
|    | Название                               | Адрес | Площадь, га | Статус | Изображение |
| -- | -------------------------------------- | --- | ----------- | ------ | ----------- |
| 1  | Покровский парк                        | на склоне сопки Орлиное гнездо, в историческом центре города. Ограничен Океанским проспектом, Октябрьской и Московской улицами | 8           |        |             |
| 2  | Парк Минного городка                   | в микрорайоне Минный городок. Ограничен улицами Луговой, Карской, 1-й Флотской, Адмирала Кузнецова и Адмирала Юмашева          | 36          |        |             |
| 3  | Нагорный парк                          | в верхней части сопки Буссе. Вдоль улиц Всеволода Сибирцева, Тюменской и Шилкинской                                            | 2           |        |             |
| 4  | Парк культуры и отдыха им. Сергея Лазо | в районе станции Санаторная | ?           |        |             |
| 5  | Парк Победы                            | проспект 100-летия Владивостока, 103                                                                                           | ?           |        |             |
| 6  | Студенческий парк                      | остров Русский, полуостров Саперный, п. Аякс, 10                                                                               | ?           |        |             |
| 7  | Парк                                   | остров Попова, улица Заводская, улица Подгорная, улица Садовая (на пересечении)                                                | ?           |        |             |
| 8  | Детский парк                           | улица Черёмуховая, 3 | ?           |        |             |
| 9  | Природный парк «Белая цапля»           | в районе улицы Гассе, 5 | ?           |        |             |
| 10 | Парк «Здоровье»                        | в районе улицы Русская, 53 | ?           |        |             |

### Скверы[5][6][7]
|    | Название                                           | Адрес | Площадь, га | Статус | Изображение |  |
| -- | -------------------------------------------------- | --- | ----------- | ------ | ----------- |  |
| 1  | Гайдамакский сквер                                 | в районе бывшей Матросской слободы. Слева проходит улица Муравьёва-Амурского.                                    | ?           |        |             |  |
| 2  | Адмиральский сквер (Сквер Адмирала Макарова)       | у бывшей Адмиральской пристани (Корабельная набережная, 3).                                                      | 1,2030      |        |             |  |
| 3  | Жариковский сквер                                  | в районе остановки общественного транспорта «Дальзавод».                                                         | ?           |        |             |  |
| 4  | Матросский сквер                                   | центр города, на улице Светланской, у здания Матросского клуба.                                                  | ?           |        |             |  |
| 5  | Сквер Адмирала Невельского                         | центральная часть улицы Светланской, у памятника адмиралу Г. И. Невельскому. В районе дома № 21.                 | 1,1525      |        |             |  |
| 6  | Театральный сквер                                  | улица Петра Великого, у здания Краевого драматического театра им. Горького.                                      | 0,6147      |        |             |  |
| 7  | Сквер Комсомольцев                                 | у здания администрации Ленинского района. Улица Пушкинская, 63                                                   | 0,1610      |        |             |  |
| 8  | Курсантский сквер                                  | около ТОВВМУ им. С. О. Макарова. Проспект 100-летия Владивостока, 14.                                            | 0,7130      |        |             |  |
| 9  | Сквер Кутузова                                     | район Второй Речки, улица Кутузова, у памятника М. И. Кутузову.                                                  | 0,2890      |        |             |  |
| 9  | Сквер Минёров                                      | Первомайский район, на пересечении улиц Минёров и Коммунаров.                                                    | ?           |        |             |  |
| 10 | Сквер Муравьёва-Амурского                          | у театрального проезда, на пересечении улиц Суханова и Лазо.                                                     | 0,684       |        |             |  |
| 11 | Сквер Памяти                                       | район Второй Речки, у камня-мемориала жертв политических репрессий.                                              | ?           |        |             |  |
| 12 | Сквер Политехников                                 | около ДВГТУ (бывшего Политехнического института).                                                                | ?           |        |             |  |
| 13 | Сквер Русской Славы                                | в районе памятника генералу Багратиону на улице его имени.                                                       | ?           |        |             |  |
| 14 | Сквер Рыбацкой Славы                               | п-ов Чуркина, в районе мемориала «Рыбацкая слава».                                                               | ?           |        |             |  |
| 15 | Сквер Суханова                                     | у памятника К. А. Суханову, в районе пересечения улицы его имени и улицы Уборевича.                              | 1,0747      |        |             |  |
| 16 | Сквер Щетининой                                    | на оконечности п-ва Шкота (Эгершельда), в районе конечной остановки транспорта «Маяк».                           | ?           |        |             |  |
| 17 | Сквер Энергетиков                                  | на улице Верхнепортовой.                                                                                         | ?           |        |             |  |
| 18 | Сквер Юнг Российского флота                        | на пересечении улиц Бестужева и Посьетской.                                                                      | ?           |        |             |  |
| 18 | Сквер им. В. И. Ленина                             | улица Верхнепортовая. В районе Вокзальной площади.                                                               | ?           |        |             |  |
| 19 | Сквер Почётных граждан                             | улица Прапорщика Комарова, 18.                                                                                   | 0,2980      |        |             |  |
| 20 | Сквер им. Блюхера                                  | улица Овчинникова, 34.                                                                                           | 0,7400      |        |             |  |
| 21 | Сквер Хонгадзи                                     | улица Павленко, 10.                                                                                              | 0,3589      |        |             |  |
| 22 | Сквер Магнитогорский                               | улица Магнитогорская, 1.                                                                                         | 0,8330      |        |             |  |
| 23 | Сквер Октябрьский                                  | улица Октябрьская, 16 — 20.                                                                                      | 0,5042      |        |             |  |
| 24 | Сквер у налоговой инспекции                        | Океанский проспект, 40.                                                                                          | 0,2400      |        |             |  |
| 25 | Сквер, расположенный в районе ул. Нефтеветка       | на развязке около стадиона 38 школы. Проспект 100-летия Владивостока, 29                                         | 0,2860      |        |             |  |
| 26 | Сквер у дома № 90                                  | на пересечении Океанского проспекта и улицы Острякова                                                            | 0,4980      |        |             |  |
| 27 | Сад дружбы Тояма — Владивосток имени Ёсио Моримото | улица Гоголя, 41                                                                                                 | ?           |        |             |  |
| 28 | Сквер Катюши                                       | улица Овчинникова, 2, 4, 6                                                                                       | ?           |        |             |  |
| 29 | Сквер Хо Ши Мина                                   | улица Борисенко                                                                                                  | ?           |        |             |  |
| 30 | Некрасовский сквер                                 | в районе остановки общественного транспорта «Некрасовская», пересечение Некрасовской улицы и Народного проспекта | ?           |        |             |  |
| 31 | Сквер имени Пушкина                                | Светланская улица, в районе Золотого моста                                                                       | ?           |        |             |  |
| 32 | Сквер Игнатьева                                    | Океанский проспект, 68 — 74-А                                                                                    | ?           |        |             |  |
| 33 | Сквер                                              | посёлок Трудовое, в районе улицы Лермонтова, 91                                                                  | ?           |        |             |  |
| 34 | Сквер «Надибаидзе»                                 | улица Калинина, 230                                                                                              | ?           |        |             |  |
| 35 | Дальзаводской сквер                                | Светланская улица, 82, 86, 88                                                                                    | ?           |        |             |  |
| 36 | Сквер                                              | проспект Красного Знамени, 90                                                                                    | ?           |        |             |  |
| 37 | Сквер                                              | улица Батарейная, 6                                                                                              | ?           |        |             |  |
| 38 | Сквер                                              | улица Бестужева, 36/38                                                                                           | ?           |        |             |  |
| 39 | Сквер                                              | улица Калинина, 4                                                                                                | ?           |        |             |  |
| 40 | Сквер «Чайка»                                      | улица Калинина, 20                                                                                               | ?           |        |             |  |
| 41 | Сквер                                              | улица Харьковская, 3                                                                                             | ?           |        |             |  |
| 42 | Сквер                                              | улица Черемуховая, 8                                                                                             | ?           |        |             |  |
| 43 | Сквер                                              | улица Калинина, 28 — 38                                                                                          | ?           |        |             |  |
| 44 | Сквер                                              | в районе улицы Липовая                                                                                           | ?           |        |             |  |
| 45 | Сквер                                              | улица 40 лет ВЛКСМ, на пересечении с улицей 60 лет ВЛКСМ                                                         | ?           |        |             |  |
| 46 | Писательский сквер                                 | улица Некрасовская, 55                                                                                           | ?           |        |             |  |
| 47 | Сквер                                              | в районе улицы Некрасовская, 96, 98                                                                              | ?           |        |             |  |
| 48 | Сквер Ветеранов                                    | улица Вострецова, 4                                                                                              | ?           |        |             |  |
| 49 | Сквер                                              | улица Ильичева, 14 — 16                                                                                          | ?           |        |             |  |
| 50 | Сквер                                              | в районе проспекта 100-летия Владивостока, 60                                                                    | ?           |        |             |  |
| 51 | Сооружение — сквер                                 | улица Овчинникова, 34                                                                                            | ?           |        |             |  |
| 52 | Видовая площадка (сквер)                           | улица Овчинникова, 4 — 8                                                                                         | ?           |        |             |  |
| 53 | Сквер                                              | улица Русская, 46                                                                                                | ?           |        |             |  |
| 54 | Сквер                                              | улица Русская, 21                                                                                                | ?           |        |             |  |
| 55 | Сквер                                              | улица Русская, 19                                                                                                | ?           |        |             |  |
| 56 | Сквер                                              | улица Русская, 48                                                                                                | ?           |        |             |  |
| 57 | Сквер                                              | улица Русская, 57                                                                                                | ?           |        |             |  |
| 58 | Сквер                                              | посёлок Трудовое, в районе улицы Лермонтова, 81                                                                  | ?           |        |             |  |
| 59 | Чеховский сквер                                    | улица Набережная, 10                                                                                             | ?           |        |             |  |
| 60 | Центральный сквер                                  | Светланская улица, 44                                                                                            | ?           |        |             |  |
| 61 | Сквер путешественников                             | Аксаковская ул.                                                                                                  | ?           |        |             |  |

### Ботанический сад
|   | Название                          | Адрес                              | Площадь, га | Статус                                                       | Изображение |
| - | --------------------------------- | ---------------------------------- | ----------- | ------------------------------------------------------------ | ----------- |
| 1 | Ботанический сад-институт ДВО РАН | в 19 км к северу от центра города. | 169         | Особо охраняемая природная территория федерального значения. |             |